# 莫兰河畔圣日耳曼
莫兰河畔圣日耳曼（法語：Saint-Germain-sur-Morin，法語發音：[sɛ̃ ʒɛʁmɛ̃ syʁ mɔʁɛ̃] ⓘ）是法国法蘭西島大區塞纳-马恩省的一个市镇，属于莫城区。 

## 地理
莫兰河畔圣日耳曼（48°52'57"N, 2°51'2"E）面积4.81 平方千米，位于法国法蘭西島大區塞纳-马恩省，该省份为法国北部内陆省份，北起瓦兹省，西接埃松省、马恩河谷省、塞纳-圣但尼省和瓦兹河谷省，南至卢瓦雷省，东南接约讷省，东临马恩省和奥布省，东北接埃纳省。
与莫兰河畔圣日耳曼接壤的市镇（或旧市镇、城区）包括：布勒尔、库伊蓬托达姆、库特夫鲁、马尼勒翁格尔、蒙特里、莫兰河畔维利耶。

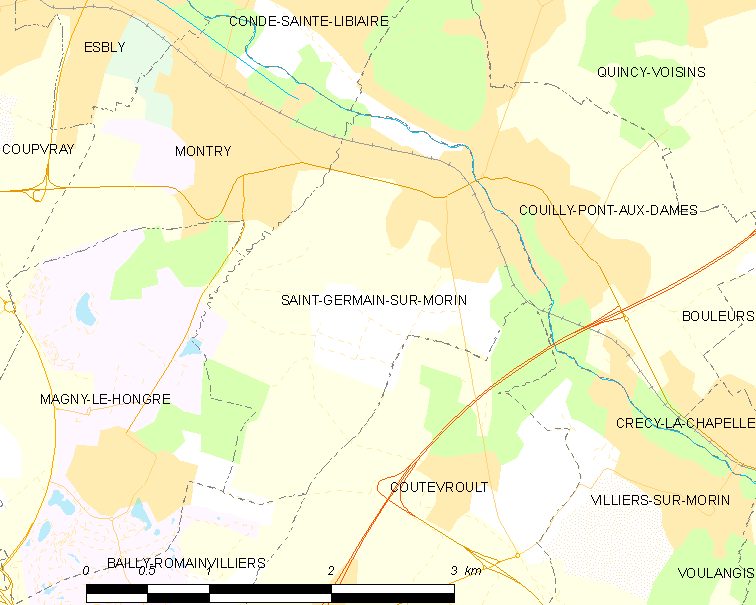
莫兰河畔圣日耳曼的OSM定位图

莫兰河畔圣日耳曼的时区为UTC+01:00、UTC+02:00（夏令时）。

## 行政
莫兰河畔圣日耳曼的邮政编码为77860，INSEE市镇编码为77413。

## 政治
莫兰河畔圣日耳曼所属的省级选区为塞里斯县。

## 人口

1962-2008年间莫兰河畔圣日耳曼人口变化图示

莫兰河畔圣日耳曼于2022年1月1日时的人口数量为3892人。